# 이메르송 팔미에리
이메르송 팔미에리 두스 산투스(포르투갈어: Emerson Palmieri dos Santos, 1994년 8월 3일, 산투스 ~ )는 흔히 이메르송 팔미에리(포르투갈어: Emerson Palmieri) 또는 줄여서 이메르송(포르투갈어: Emerson)으로 알려진 브라질 출신의 이탈리아 프로 축구 선수로, 현재 프리미어리그의 웨스트햄 유나이티드에서 레프트 백으로 활약하고 있다.

## 기록

### 대회 기록
산투스 FC (2012~2016)
- 캄페오나투 파울리스타: 2011, 2012[1]

첼시 FC (2018~2022)
- UEFA 챔피언스리그: 2020–21[2]
- UEFA 유로파리그: 2018–19[3]
- FA컵 준우승 : 2019-20, 2020-21
- 잉글랜드 FA컵 준우승: 2019–20,[4] 2020–21[5]
- EFL컵 준우승: 2018–19[6]
- UEFA 슈퍼컵 우승 : 2021

브라질 U17
- CONMEBOL U-17 챔피언십: 2011[1]

이탈리아
- UEFA 유럽 축구 선수권 대회: 2020